# 无脊椎连接蛋白
在多细胞生物中，相邻细胞膜上的半通道对接形成的缝隙连接，是细胞之间的连接方式之一，属于膜通道结构，参与介导相邻细胞间的信号传递。 
- 在脊椎动物中，构成半通道的是连接子蛋白[1]（或称“间隙连接蛋白[2]”；{\displaystyle {\ce {Cx}}}）和泛连接蛋白（英语：Pannexin）（{\displaystyle {\ce {Px}}}）；
- 在无脊椎动物中，形成半通道的间隙连接蛋白被命名为无脊椎连接蛋白（系{\displaystyle {\ce {Px}}}的同源物；{\displaystyle {\ce {Inx}}}）。

{\displaystyle {\ce {Inx}}}蛋白普遍存在于真后生动物（除棘皮动物外）。

## 发现
{\displaystyle {\ce {Ogre}}}蛋白是最初被研究的{\displaystyle {\ce {Inx}}}蛋白家族，包括{\displaystyle {\ce {Shanking B}}}、{\displaystyle {\ce {unc}}}、{\displaystyle {\ce {eat}}}蛋白也是属于{\displaystyle {\ce {Inx}}}蛋白家族，不过，直到20世纪90年代末，才确定无脊椎动物究竟是通过哪些蛋白质以达此效用的，而且没有对其结构域进行统一分析，所以蛋白名称存在多样化。
之后，愈多的类似基因在无脊椎动物中被克隆得到。随着研究的深入和生物信息学的发展，发现此类蛋白与脊椎动物的{\displaystyle {\ce {Cx}}}蛋白相比，两者有着相似的跨膜结构和类似的功能，被认为是无脊椎动物特有的缝隙连接蛋白，因此被称为“无脊椎连接蛋白”，意即无脊椎动物中{\displaystyle {\ce {Cx}}}的类似物。从此，{\displaystyle {\ce {Inx}}}蛋白成为了构成缝隙连接的另一类通道蛋白。
生物信息学的分析表明，昆虫的无脊椎连接蛋白在第二个跨膜区域前端具有特征序列{\displaystyle {\ce {YYQWV}}}，并且是完全保守的。越来越多的研究表明，{\displaystyle {\ce {Inx}}}蛋白具有多重功能，除了传统上的参与构建缝隙连接介导相邻分子的信号传导外，其本身的功能研究也越来越受到重视。

## 结构
目前大约有21种{\displaystyle {\ce {Cx}}}基因、3种{\displaystyle {\ce {Px}}}基因和25种{\displaystyle {\ce {Inx}}}基因被克隆出来。这三类蛋白形成的半通道有着高度相似的拓扑异构结构： 
- 一个半通道由六个跨膜蛋白组成，一个蛋白由四个跨膜结构域、两个胞外袢[註 2]（extracellular loop，{\displaystyle {\ce {EL}}}）、一个胞内袢（intracellular loop）以及一个羧基端[註 3]和一个氨基端[註 4]构成。[13]
- 而{\displaystyle {\ce {Cx}}}蛋白（除{\displaystyle {\ce {Cx 23}}}外）的{\displaystyle {\ce {EL}}}有6个保守的半胱氨酸残基，{\displaystyle {\ce {Inx}}}蛋白的{\displaystyle {\ce {EL}}}有4个保守的半胱氨酸残基。

这些相似的结构提示它们在形成缝隙连接的过程中有类似的连接方式。研究显示，{\displaystyle {\ce {Cx}}}组成的半通道不仅仅是作为缝隙连接的亚单位，该蛋白还具有酶和转运体的双重功能，能独立于缝隙连接存在于胞膜上形成半通道，作为胞内与胞外小分子的通路，参与细胞的信号转导和维持细胞正常生理状态。

## 功能

### 表达分布
对于{\displaystyle {\ce {Inx}}}蛋白的功能研究在果蝇的胚胎发育与形态发生上较为集中，其次是在线虫、家蚕、蝗虫等物种上。
在果蝇中，Bohrmann和Zimmermann的研究显示，在果蝇卵子的发育过程中，{\displaystyle {\ce {Inx 1}}}主要分布于卵泡细胞的底部两侧，{\displaystyle {\ce {Inx 2}}}定位于顶部两侧，{\displaystyle {\ce {Inx 3}}}在卵泡细胞和滋养细胞的两侧有观察到，{\displaystyle {\ce {Inx 4}}}在5期的卵膜细胞和12期的滋养细胞膜上有检测到，而且{\displaystyle {\ce {Inx 2}}}和{\displaystyle {\ce {Inx 4}}}、{\displaystyle {\ce {Inx 2}}}于{\displaystyle {\ce {Inx 4}}}之间的表达分布还存在协同作用。Tazuke发现，果蝇早期正在分化的生殖细胞的存活需要{\displaystyle {\ce {{\mathit {Inx}}4}}}基因的表达；Bauer的研究发现{\displaystyle {\ce {{\mathit {Inx}}2}}}对胚胎上皮组织的形态发生是必须的；而{\displaystyle {\ce {\mathit {ogre\ and\ shakingB}}}}对果蝇目视系统的正常形成（Phelan，2005）、{\displaystyle {\ce {\mathit {shakB}}}}对感觉神经元和突触之间的电传导的作用（Trimarchi、Murphey，1997）、{\displaystyle {\ce {{\mathit {Inx}}2}}}控制果蝇胚胎前肠的发育（Bauer，2002）等方面都发挥着重要作用。 
在线虫中，目前已经有25个{\displaystyle {\ce {\mathit {Inx}}}}基因被克隆得到（Phelan、Starich，2001；Scemes，2009），当这些基因发生突变时，会影响到线虫的发育或某些组织器官的功能。如研究（Chuang，2007）发现{\displaystyle {\ce {{\mathit {nsy}}-5}}}在线虫胚胎神经系统发育和神经系统左右极的不对称分化的过程中有大量的表达。Starich认为（Starich，1996；Phelan、Starich，2001）{\displaystyle {\ce {{\mathit {unc}}-7}}}和{\displaystyle {\ce {{\mathit {unc}}-9}}}同时突变会导致线虫运动缺陷，并改变线虫对麻醉剂的敏感性和对驱虫剂双氢除虫菌素的耐药性；{\displaystyle {\ce {{\mathit {eat}}-5}}}和{\displaystyle {\ce {{\mathit {Inx}}6}}}在线虫咽部表达，对肌肉的同步收缩是必不可少的（Starich，1996；Li，2003）；而线虫的胚胎发生需要{\displaystyle {\ce {{\mathit {Inx}}3}}}基因的表达（Starich，2003）。 
Ganfornina发现{\displaystyle {\ce {Inx 1}}}蛋白主要对蝗虫的胚胎神经系统，特别是神经的前期发育方面起着重要作用。 
研究报告（Hong，2008）表明，家蚕中的{\displaystyle {\ce {{\mathit {Inx}}2}}}基因在胚胎发育的整个过程都起作用，特别是在神经系统中有高表达；而{\displaystyle {\ce {Inx 4}}}蛋白主要在家蚕幼虫和蛹期阶段的睾丸和卵巢组织中含量丰富，提示{\displaystyle {\ce {{\mathit {Inx}}4}}}基因对家蚕生殖系统的发育有重要作用。 

### 其间的相互作用
通道蛋白在形成通道的过程中或形成通道以后，更多的是受到其它信号分子或蛋白酶的调控。 
但近来有研究表明，{\displaystyle {\ce {Inx}}}蛋白之间还存在相互作用，而且这种相互作用对一些组织的发育或信号的传递起着重要的作用。Chen在研究缝隙连接对线虫发育和神经系统功能的调控作用过程中发现，{\displaystyle {\ce {unc - 1}}}可能调节{\displaystyle {\ce {unc - 9}}}的功能或分布，{\displaystyle {\ce {unc - 9}}}蛋白在膜上可以形成同聚体半通道，相邻的两个细胞进而形成缝隙连接，而{\displaystyle {\ce {unc - 9}}}通道的开关却受到{\displaystyle {\ce {unc - 1}}}蛋白调控： 
- 当{\displaystyle {\ce {unc - 1}}}蛋白存在时，可以跟{\displaystyle {\ce {unc - 9}}}亚体结合，此时通道打开；
- 当{\displaystyle {\ce {unc - 1}}}不存在时，通道关闭。

但当{\displaystyle {\ce {unc - 9}}}与{\displaystyle {\ce {GFP}}}以融合蛋白的形式表达时，形成的通道将一直保持开放状态(组成型开放通道)，这可能是由于GFP蛋白的存在对{\displaystyle {\ce {unc - 9}}}亚体之间的结合产生了位阻现象，起到了{\displaystyle {\ce {unc - 1}}}蛋白的类似作用。Lehmann的研究表明，{\displaystyle {\ce {Inx 2}}}蛋白和{\displaystyle {\ce {Inx 3}}}蛋白在膜上的分布和定位是相互影响的，这一点也得到了Bohrmann和Zimmermann两人的证实。当沉默{\displaystyle {\ce {{\mathit {Inx}}2}}}基因的表达时，{\displaystyle {\ce {Inx 3}}}蛋白会在细胞中积累并分布紊乱，反之亦然。 
{\displaystyle {\ce {{\mathit {Inx}}2}}}和{\displaystyle {\ce {{\mathit {Inx}}3}}}基因协同表达后通过细胞内{\displaystyle {\ce {C}}}端功能域相互作用形成异聚化的{\displaystyle {\ce {Inx 2}}}——{\displaystyle {\ce {Inx 3}}}通道，这对果蝇胚胎的上皮组织发育和胚胎表皮极性的形成起着关键作用。如果{\displaystyle {\ce {{\mathit {Inx}}2}}}或{\displaystyle {\ce {{\mathit {Inx}}3}}}发生突变，会导致表皮上有大的皮孔形成，极端情况下甚至导致外皮的缺失。该研究组通过配体系统进化技术（SELEX）筛选出{\displaystyle {\ce {anti - inx 2}}}的适配体，该适配体可以抑制{\displaystyle {\ce {Inx 2}}}和{\displaystyle {\ce {Inx 3}}}在{\displaystyle {\ce {C}}}端功能域的相互作用，进一步证实了{\displaystyle {\ce {Inx 2}}}和{\displaystyle {\ce {Inx 3}}}之间相互作用的机制（Knieps，2007）。

### Inx{\displaystyle {\ce {Inx}}}半通道

#### 介导信号分子的释放
{\displaystyle {\ce {Inx}}}半通道具有双重功能，除了两个相邻的半通道对接形成缝隙连接外，其本身也可以形成功能性的{\displaystyle {\ce {non-junctional}}}膜通道，这些膜通道可以介导释放各种小分子物质（Bao，2007）。腺三磷是细胞内最重要的能量分子，也是参与细胞间信息传递的重要信号分子，在外界环境或内环境发生变化的情况下如低氧、离子浓度改变、pH等因素的刺激下细胞释放腺三磷增加。既往研究提示{\displaystyle {\ce {Cx}}}或{\displaystyle {\ce {Px}}}蛋白组成的缝隙连接可能参与腺三磷的释放（Bao，2004；Vessey，2005；Thompson，2006；Iglesias，2009）。Bao的研究显示在爪蟾卵母细胞中表达{\displaystyle {\ce {Inx}}}蛋白形成的半通道传导功能类似于{\displaystyle {\ce {Px}}}-半通道，而与{\displaystyle {\ce {Cx}}}-半通道有所不同。{\displaystyle {\ce {{\mathit {Inx}}2}}}、{\displaystyle {\ce {{\mathit {Inx}}3}}}或{\displaystyle {\ce {{\mathit {Inx}}6}}}表达后，可以记录到约500pS的通道电流（{\displaystyle {\ce {Px 1}}}在爪蟾卵母细胞中表达记录到的通道电流为550pS或475pS）。当细胞发生高钾去极化时通道开放，腺三磷释放增加；而pH下降如暴露在二氧化碳时则起到抑制作用。与{\displaystyle {\ce {Px}}}-半通道一样，腺三磷的释放也都能被缝隙连接通道阻断剂生胃酮阻断，提示腺三磷的释放可能由{\displaystyle {\ce {Inx}}}-半通道介导。Luo和Turnbull利用荧光染料吸收的方法首次在昆虫细胞中证实了存在有功能性的{\displaystyle {\ce {Inx}}}-半通道，结果显示不同的条件下通道的活性会发生改变（Luo、Turnbull，2011），与Bao在蚂蟥中的研究结果一致（Bao，2007）。研究发现，来自革兰氏阴性菌的脂多糖（{\displaystyle {\ce {LPS}}}）会抑制昆虫细胞{\displaystyle {\ce {Inx}}}-半通道的活性，而这种物质对哺乳动物白细胞{\displaystyle {\ce {Cx}}}-半通道的活性有着复杂的影响（De Maio，2000；Oviedo-Orta，2000；Temme，2000）。这提示{\displaystyle {\ce {Inx}}}-半通道介导的信号分子释放可能参与了免疫反应的信号传导，这在Samuels的研究中得到了进一步的证实，结果显示在蚂蟥神经系统中通过{\displaystyle {\ce {Inx}}}通道释放的腺三磷控制着小胶质细胞向神经受损处的迁移。
钙波也是细胞通讯的一个重要方式，参与多种生理活动过程。{\displaystyle {\ce {Px}}}通道参与钙波的传递得到了越来越多研究结果的证实（Thompson，2006；Vanden，2006；Peters，2007）。{\displaystyle {\ce {Px}}}通道不但存在于细胞膜上，也可能存在于内质网膜上（细胞内通道），在受到缺血等刺激的情况下，不但释放腺三磷，还可能释放钙离子和一氧化氮等信号分子。与{\displaystyle {\ce {Px}}}蛋白类似，同源的{\displaystyle {\ce {Inx}}}通道也极可能参与了钙波和其他信号分子的传递。Bouhours的研究提示，作为{\displaystyle {\ce {Inx}}}蛋白家族成员之一的{\displaystyle {\ce {unc - 7}}}蛋白构成的细胞膜通道或细胞内通道在特定的生理条件下可能影响着细胞内腺三磷、钙离子或其它离子浓度的变化，进而对其他的生理功能产生影响。

#### 细胞凋亡
Elliott发现腺三磷或尿三磷可以作为开始凋亡的细胞释放的一种信号，以吸引巨噬细胞，但这个信号通过何种途径释放到细胞外，当时并不是很清楚。随后，Chekeni通过生胃酮阻断和核糖核酸干扰实验结合膜片钳技术，发现腺三磷或尿三磷是通过{\displaystyle {\ce {Px 1}}}通道释放的。当通过腺三磷或尿三磷信号途径激活凋亡蛋白半胱天冬酶3（以下简称“{\displaystyle {\ce {caspase 3}}}”）时，激活的{\displaystyle {\ce {caspase 3}}}反过来作用{\displaystyle {\ce {Px 1}}}蛋白的{\displaystyle {\ce {C}}}端，使得{\displaystyle {\ce {Px 1}}}通道组成型开放，最终导致细胞凋亡。作为{\displaystyle {\ce {Px}}}蛋白的同源物，{\displaystyle {\ce {Inx}}}蛋白在无脊椎动物细胞是否介导了细胞的凋亡，目前还未见报道。作为一类功能保守的蛋白，根据{\displaystyle {\ce {Px 1}}}通道介导了细胞凋亡已获得证实的报道，可以合理推测{\displaystyle {\ce {Inx}}}半通道也参与了细胞凋亡的信号通路。Luo的研究表明，在家蚕细胞{\displaystyle {\ce {Bm 12}}}中过量表达{\displaystyle {\ce {{\mathit {Inx}}2}}}和{\displaystyle {\ce {{\mathit {Inx}}3}}}基因，细胞出现聚集和粘附现象，这与昆虫细胞在受到外源刺激或侵入时出现的集结和包囊作用相符合；在草地滩夜蛾{\displaystyle {\ce {Sf 9}}}细胞中过量表达{\displaystyle {\ce {{\mathit {Inx}}2}}}和{\displaystyle {\ce {{\mathit {Inx}}3}}}基因，细胞表现出凋亡特征（出现凋亡小体），而昆虫免疫细胞正是通过集结和包囊后的细胞凋亡来清除外源病毒等侵入物（待证实）。所以，从这一点来看，{\displaystyle {\ce {Inx}}}半通道也参与介导了细胞免疫反应。

#### 开放的调控
在正常的生理状态下，细胞膜上的半通道大多处于关闭状态，以保持细胞内容物和细胞体积的相对稳定。
- {\displaystyle {\ce {Px 1}}}半通道，
  - 一方面可以通过释放腺三磷作用于相邻细胞{\displaystyle {\ce {P 2Y}}}受体产生第二信使三磷酸肌醇（以下简称“{\displaystyle {\ce {IP 3}}}”），{\displaystyle {\ce {IP 3}}}诱导内质网释放钙离子使细胞内钙离子浓度增高；
  - 另一方面，腺三磷也可以通过激活{\displaystyle {\ce {P 2X 7}}}受体使细胞内钙离子浓度增高，{\displaystyle {\ce {P 2X 7}}}受体的激活或细胞内钙离子浓度增高都可以诱导{\displaystyle {\ce {Px 1}}}通道的开放（Locovei，2006；Pelegrin、Surprenant，2006；Locovei，2007）。

- {\displaystyle {\ce {Cx}}}半通道在细胞外钙离子浓度下降时通道开放增加，钙离子浓度升高时通道开放减少（Li，1996；Zhang，2006；Verselis、Srinivas，2008），pH下降时减少通道开放（Trexler，1999）。

- {\displaystyle {\ce {Inx}}}半通道
  - 当升高细胞外液钙离子浓度或镁离子浓度时，{\displaystyle {\ce {Inx}}}半通道的开放增加；
  - 当{\displaystyle {\ce {LPS}}}免疫刺激时，{\displaystyle {\ce {Inx}}}半通道的开放减少（Bao，2007；Luo、Turnbull，2011）。

这些研究结果显示半通道的开放与阳离子浓度特别是钙离子浓度的变化相关，而钙离子浓度的变化与钙调蛋白的活性密切相关。当细胞内钙离子浓度升高时可以激活钙调蛋白，该蛋白再与通道蛋白相互作用调控通道的开关（Zhang，2006；Decrock，2011）。在线虫细胞中，{\displaystyle {\ce {Inx}}}半通道的开放和关闭还与{\displaystyle {\ce {Inx}}}蛋白之间的相互作用有关，当{\displaystyle {\ce {unc - 1}}}与{\displaystyle {\ce {unc - 9}}}结合时，通道开放，分开时通道关闭。根据{\displaystyle {\ce {Px 1}}}蛋白的研究结果（Chekeni，2010），我们也可以推测，{\displaystyle {\ce {Inx}}}蛋白组成的半通道也可能是{\displaystyle {\ce {caspase}}}蛋白酶的作用靶标，当其被激活的{\displaystyle {\ce {caspase}}}剪切后，会造成{\displaystyle {\ce {Inx}}}半通道的永久性开放。

## 进一步阅读
- Phelan P, Bacon JP, Davies JA, Stebbings LA, Todman MG, Avery L,  et al. . Trends in Genetics. September 1998, 14 (9): 348–9. PMC 4442478 . PMID 9769729. doi:10.1016/S0168-9525(98)01547-9.
- Phelan P, Stebbings LA, Baines RA, Bacon JP, Davies JA, Ford C. . Nature. January 1998, 391 (6663): 181–4. Bibcode:1998Natur.391..181P. PMID 9428764. S2CID 205003383. doi:10.1038/34426.
- Dykes IM, Macagno ER. . Development Genes and Evolution. April 2006, 216 (4): 185–97. PMID 16440200. S2CID 21780341. doi:10.1007/s00427-005-0048-1.